# Down by Law (gruppo musicale)
I Down by Law sono un gruppo musicale skate punk/pop punk californiana. Nati all'inizio degli anni novanta, hanno esordito nel 1991 con la casa discografica indipendente più famosa della scena underground punk americana (la Epitaph Records), per poi passare nel 1999 con la Go Kart Records ed ancora nel 2003 con la Union Label Group.

## Storia del gruppo

### Gli inizi
I Down By Law nascono grazie all'idea di Dave Smalley, che, dopo aver abbandonato i DYS, i Dag Nasty e gli All, decide di formare un nuovo gruppo e usare il materiale scritto da lui che già aveva.
Inizia a suonare a Los Angeles, California, con il suo amico Dave Naz Nazworthy, membro dei Chemical People, alla batteria.
Dai Chemical People arrivano anche Ed Urlik al basso e Jamie Pina alla chitarra.
Il gruppo inizia a fare qualche concerto ma non si spingono mai oltre le serate nei locali dal momento che Dave si deve concentrare sulla sua laurea in scienze politiche e gli altri tre componenti ritengono che i Chemical People siano molto più importanti dei Down By Law.
Il gruppo però riesce a far colpo su Brett Gurewitz, chitarrista dei Bad Religion, che decide di farli entrare in uno studio e produrre il loro primo album.
Poco dopo, però, Jamie lascia la band, viene prontamente sostituito da Chris Bagarozzi dei Claw Hammer, l'album è pronto nel 1991 e viene chiamato con lo stesso nome del gruppo, Down by Law.
Successivamente, la band parte per un tour promozionale che passerà anche per l'Europa e l'anno successivo torna in studio per registrare un secondo lavoro, Blue, che esce per la Epitaph Records nel 1992.
Ma Urlik e Bagarozzi lasciano il gruppo e così l'unico membro originario è Smalley, il quale recluta subito Mark Phillips alla chitarra, Pat Hoed al basso e Colins Sears alla batteria, presto sostituito da Hunter Oswald.
Con questa nuova formazione il gruppo è pronto per registrare, esce nel 1993 l'EP D.C. Guns per la Selfless Records, lo stesso anno registrano uno split con i Gigantor, i tre brani dei Down By Law contenuti nello split saranno ristampati sotto forma di EP, Yellow Rat Bastards.

### I successi e i giorni nostri
Intanto ci sono dei nuovi cambi di formazione, Mark viene sostituito da Sam Williams III e Pat da John DiMambro.
Con questa formazione i Down By Law tornano in sala di registrazione. Ne esce, nel 1994, il terzo full-length, Punkrockacademyfightsong, uno dei migliori della band. Più tardi Hunter abbandona e viene rimpiazzato da Danny Westman.
Nell'estate del 1995 il gruppo torna in studio a registrare All Scratched Up, che uscirà un anno dopo, e successivamente si reca alle Hawaii per suonare davanti a una folla di 7.000 persone. Dopo la tappa di Honolulu, il gruppo passerà ancora un po' di tempo in tour.
Nel maggio del 1996 suonano al Dynamo Open Air di Eindhoven, Paesi Bassi, dove suonano davanti a un pubblico di più di 100 000 insieme a gruppi come Slayer e Exploited; qualche mese dopo suoneranno anche al Warped Tour della Vans, inoltre alcuni dei loro video vengono passati su MTV.
Dopo molte difficoltà nel trovare un batterista fisso, viene arruolato Milo Todesco nel 1997.
Partecipano nuovamente al Warped Tour e il loro nuovo album, Last of the Sharpshooters, vende 60 000 copie, meno dei precedenti che erano arrivati tutti a quota 100 000. Per questo motivo nel 1998 la Epitaph rompe il contratto con il gruppo, che riesce però a firmare un nuovo contratto, questa volta con la Go Kart Records. Con Keith Devis al posto di John, la band registra Fly the Flag.
I Down By Law dopo alcuni concerti, tra i quali il Full Force Festival con i Motörhead, registrano un nuovo full-length, Windwardtidesandwaywardsails, che esce nel 2003 per la Union 2112 Records, sottocasa della Union Label Group.

## Formazione

### Formazione attuale
- Dave Smalley - voce e chitarra
- Sam Williams - chitarra
- Milo Todesco - batteria
- Keith Davies - basso

### Ex componenti
- Dave Naz (voce/batteria)  1991-1992
- Ed Urlik (basso/voce) 1991-1992
- Chris Bagarozzi (chitarra/voce) 1991-1992
- Mark Phillips (chitarra/voce) 1993-1994
- Pat Hoed (basso) 1993-1994
- Hunter Oswald (batteria/Voce) 1993-1994
- Angry John DiMambro (basso) 1994-1997
- Danny Westman (batteria) 1996

## Discografia

### Album studio
- 1991 - Down by Law
- 1993 - Blue
- 1994 - Punkrockacademyfightsong
- 1996 - All Scratched Up
- 1997 - Last of the Sharpshooters
- 1999 - Fly the Flag
- 2003 - Windwardtidesandwaywardsails

### Raccolte
- 2002 - Punkrockdays: The Best of DBL

### Apparizioni in compilation
- 1991 - The Big One: San Francisco/Los Angeles